# Filip Kmiciński
Filip Marian Kmiciński (ur. 21 października 1895 we Lwowie, zm. 6 stycznia 1976 w Warszawie) – polski piłkarz, obrońca, również lekkoatleta.

## Życiorys
Był długoletnim piłkarzem Czarnych Lwów. W reprezentacji Polski zagrał tylko raz, w rozegranym 30 sierpnia 1925 spotkaniu z Finlandią, które Polska zremisowała 2:2. Uprawiał także biegi lekkoatletyczne. Zdobył brązowy medal w biegu na 200 m podczas Mistrzostw Polski w 1921.
Był sędzią pierwszoligowym, w 1948 został arbitrem FIFA. W 1967 został honorowym członkiem PZPN.